# Лепота у математици
Лепота у математици описује појаву да неки математичари проналазе задовољство у естетици решења свог рада. Математичари описују математику као уметничку форму или, у најмању руку, као креативну активност. Пореди се често са музиком и поезијом.
Бертранд Расел је изразио осећање лепоте у математици у овим речима:

Математика, с правом сматрати, има не само истину већ и највишу лепоту — лепоту хладну и сурову, као скулптура, без права на жалбу на било који део наше слабије природе, без изузетних особина сликарства или музике, али узвишено чисти у стању строгим савршенством коју само уметност може да покаже. Прави дух задовољства, осећај да си више него човек, што је мерило највише изврсности, је присутан у математици баш као и поезији.  

Пал Ердеш је изразио свој поглед на математику, рекавши "Зашто су бројеви лепи? То је као да питате зашто Бетовенова девета симфонија лепо звучи. Ако не можете да видите, нико вам не може да показати. Ја знам да су бројеви лепи. Ако нису лепи, није ништа".

## Лепота у методи
Математичари описују посебно угодан начин доказивања као елегантан. У зависности од контекста, то се може односити да:
- Доказ користи јако мало додатних претпоставки или претходних резултата.
- Доказ да је необично језгровит.
- Доказ који доноси резултат на изненађујући начин (нпр. неповезане теореме или прикупљање теорема).
- Метод доказа који се може лако генерализовати да реши низ сличних проблема.

У потрази за елегантним доказом, математичари често траже различите независне начине да докажу резултат – да се покаже да први доказ није увек најбољи. Пример теореме за коју је откривено више различитих доказа је Питагорина теорема, уз стотине доказа који су објављени. Такође, теорема која је доказана на различите начине је теорема квадратних реципроцитета. Карл Фридрих Гаус је сам објавио осам различитих доказа ове теореме.
Насупрот томе, резултати који су логички исправни, али укључују тешке калкулације, преко-разрађене методе, врло конвенционалне приступе, или се ослањају на велики број додатних аксиома или претходних резултата се обично сматрају неелегантаним, а могу се назвати ружни или неспретни .

## Лепота у резултатима
Неки математичари виде лепоту у математичким резултатима који успостављају везе између две области математике који на први поглед изгледају неповезано. Ови резултати се често описују као дубоки.

Иако је тешко наћи универзални споразум о томе да ли је резултат дубок, неки примери се често наводе. Један од њих је Ојлеров идентитет:
{\displaystyle \displaystyle e^{i\pi }+1=0\,.}
Ово је посебан случај Ојлерове формуле, коју је физичар Ричард Фејнман назвао "наш драгуљ" и "најзначајнија формула у математици". Модерни примери су теорема модуларности, којом се успостављају важне везе између елиптичких кривих и модуларних форма (рад за који су Ендру Вајлс и Роберт Лангландс добили Волф награду), и "монструозна месечина", који повезује Монстер групу за модуларне функције путем теорије струна за коју је Ричард Борцхердс добио Филдсову медаљу.
Други примери дубоких резултата укључују неочекиване закључке у математичкој структури. На пример, Гаусова Теорема Егрегиум је дубока теорема, која повезује локалне појаве (закривљеност) и глобални феномен (површина). Конкретно, површина троугла на кривој површини је пропорционални вишак троугла и пропорционалност је кривина. Други пример је основна теорема калкулације (и његове вектор верзије, укључујући и Гринову теорему и Стоуксова теорема).
Насупрот дубоких резултата су тривијални. Тривијална теорема може бити резултат, који се може добити на једноставан начин из познатих резултата. Понекад изјава теореме може да буде довољно оригинална да се сматра дубоком, иако је њен доказ довољно очигледан.
У свом математичарском извињењу, Харди говори о томе да леп доказ или резултат има "неминовности", "изненађења" и "економију".
Рота се не слаже са изненађењима услова за лепотом и нуди контрапример:
Већина нових теорема су изненађујуће; на пример пре 20 година доказ постојања не-еквивалентних диференцијабилних структура сфера виших димензија је било изненађујуће, али нико ово није похвалио лепотом, ни онда, ни данас.
У овој области долази до неслагања. То неслагање илуструје субјективни карактер математичке лепоте и њене везе са математичким резултатима.

## Лепота у искуству
Интересовање у чистој математици одвојено од емпиријског истраживања је део искуства различитих цивилизација, укључујући древне Грке, који су "развили математику због њене лепоте". Математичка лепота може такође бити тестирана изван чисте математике. На пример, естетско задовољство коју математичка физика има у Ајнштајновој теорији релативности је била условљена (Пол Дирак, конкретно) у својој "великој математичкој лепоти".
У извесној мери, радост у манипулацији бројева и симбола вероватно мора бити везана математиком. С обзиром на корисност математике у науци и инжењерству, врло је вероватно да било које технолошко друштво ће активно развијати ове естетике, у најмању руку, у својој филозофији науке.
Лепота у математици је доживљена када се физичка реалност објеката развија на основу потпуно апстрактних математичких модела. Физичари су открили да ове апстрактне математичке гране схватамо својим запажањем. На пример, у теорији група, развијене у раним 1800-им са сврхом решавања полиноминалних једначина, испоставило се да је добар метод за класификацију елементарних честица. На сличан начин, учење о чворовима, садржи важне информације о теорији струна и пресавијене квантне гравитације.
Најинтензивније искуство лепоте у математици за већину математичара долази од активног учешћа у математици. Веома је тешко уживати математици на чисто пасиван начин – у математици не постоји права аналогија улоге гледаоца. Бертранд Расел наводи на строге лепоте математике.

## Лепота и филозофија
Неки математичари мисле да радећи математику су ближи откривању, него изумевању, на пример:
Не постоји научни истраживач, песник, сликар, музичар, који вам неће рећи да је дошао до изума или песме или слике – да је дошло до њега споља, а да то није свесно урадио у себи.— Вилијам Кингдон Клифорд
 
Ови математичари верују да детаљи и прецизни резултати у математици могу бити разумно виђени као истинити, не зависи ни од Универзума у коме живимо. На пример, они тврде да је теорија природних бројева у основи исправана, тако да не захтева неки посебни контекст. Неки математичари говоре да је математичка лепота истинита, и да у неким случајевима постаје и мистична.
Математичари Питагоре веровали су у буквалну стварност бројева. Проналаском постојања ирационалних бројева су били шокирани. Са данашње тачке гледишта, мистичан приступ бројевима може се сматрати као нумерологија.
У Платоновој филозофији има два света, физички, у коме живимо и још један апстрактан свет, који садржи суштинску истину, укључујући и математику. Он је веровао да је физички свет само одраз више савршеног апстрактаног света.
Мађарски математичар Пал Ердешо је говорио о замишљеној књизи, у коју је Бог записао све најлепше математичке доказе. Када је Пал Ердеш хтео да изрази посебну захвалност доказима, он би узвикнуо "то је из књиге!"
Двадесетог века француски филозоф Ален Бадиу тврди да је онтологија математика. Бадиу такође верује у дубоке везе између математике, поезије и филозофије.
У неким случајевима, природни филозофи и други научници, који су проширили употребу математике су показали везу између лепоте и физичке истине на начин који је био у заблуди. На пример, и једној фази живота, Јохан Кеплер је веровао да су пропорције орбите тада познатих планета у Сунчевом систему створене од Бога, да одговара концентричној локацији пет Платонових тела. Јер постоји тачно пет Платонових тела, Кеплерова хипотеза може да прими само шест планетарних орбитала и био је побијен открићем Урана.

## Лепота и математичке теорије информација
1970их година, Аврам Моле и Фридер Нејк су анализирали везу између лепоте, обраде информација и теорија информација.1990.их година, Јурген Шмидхубер је формулисао математичку теорију субјективне лепоте на основу алгоритамских теорије информација. Сваки пут када је посматрач у процесу учења долази до побољшања компресије података.

## Математика и уметност

### Музика
Примери коришћења математике у музици обухвата стохастическу Музику из Ксенакиса, Фибоначи у Туловом Lateralus, контрапункт Баха, полиритмические структуре (као у Стравинскијевом Пролећу Света), у метричким модулацијама Елиот Картер, пермутација теорије у сериности од Арнолда Шенберга и примена Шепард тона у Штокхаузеновој химни.

### Ликовна уметност
Примери коришћења математике у визуелним уметностима: примена теорије хаоса и фракталне геометрије за компјутерске уметности, симетрија истраживања – Леонардо да Винчи, проективна геометрија - развој гледишта теорије Препорода уметности, и неколико аспеката аналитичких кубизма и футуризма.
Холандски  графички дизајнер  Морис Есцхер је створио математички инспирисан дрворез, литографију, и мецотинту. Ово укључује и немогуће објекте, истраживање бесконачности, архитектуру, визуелни парадокс и теселацију. Британски сликар Џон Ернест створио је олакшице слике које су инспирисане од теорије група. Компјутерска технологија се заснива на математичким алгоритмима.